# WSJT-X
WSJT-X – program komputerowy służący do komunikacji radiowej między radioamatorami, wykorzystujący technikę odbioru słabych sygnałów. Program został napisany przez Joe Taylora, K1JT. Obecnie jest rozwijany jako opensource. Techniki cyfrowego przetwarzania sygnałów w WSJT-X ułatwiają amatorskim operatorom radiowym stosowanie ezoterycznych typów propagacji, jak rozproszenie meteorów o dużej prędkości i odbicie Księżyca.

## Dostępne tryby komunikacji

### FSK441
FSK441 został wprowadzony w 2001 roku jako pierwszy tryb komunikacyjny dołączony do programu WSJT-X i ma na celu wspieranie komunikacji wykorzystującej smugi jonów tworzone w jonosferze drogami meteorów wpadających do atmosfery Ziemi i odbijających fale radiowe. Serie sygnałów tworzonych przez takie szlaki są powszechnie określane jako „pingi” ze względu na ich charakterystyczny dźwięk. Takie pingi mogą być bardzo krótkie i trwać tylko dziesięć sekund, lecz to wystarczające by wymienić informacje między operatorami. FSK441 wykorzystuje klucz do zmiany częstotliwości przy użyciu czterech tonów, z szybkością transmisji 441 bodów. Ze względu na wybór kodów znaków w protokole, jest on sam zsynchronizowany i nie wymaga wyraźnego dźwięku synchronizacji. FSK441 jest powszechnie stosowany na pasmach amatorskich 2 metrów i 70 centymetrów. Kontakty mogą być wykonywane w niemal dowolnym momencie z odległością do 1400 km.

### JT6M
JT6M wprowadzony pod koniec 2002 i przeznaczony jest do łączności przez rozproszenia meteorów i innych rozproszeń sygnałów jonosferycznych. Jest zoptymalizowany szczególnie dla pasma 6 metrów. Emisja ta wykorzystuje wielokrotne kluczowanie zmiany częstotliwości przy 44 tonach. Jednym z tonów jest sygnał synchronizacji, pozostawiający 43 tony do przenoszenia danych (jeden ton na znak w zestawie znaków, który zawiera alfanumeryki i niektóre interpunkcje). Współczynnik symboli wynosi 21,53 bodów; Rzeczywista szybkość transmisji danych zakodowana do transmisji wynosi 14,4 znaków na sekundę.

### JT65
JT65, opracowany i wydany pod koniec 2003 roku, przeznaczony jest do odbioru bardzo słabych oraz wolno zmieniających się sygnałów odbijanych np. w troposferze lub na linii Ziemia-Księżyc-Ziemia (EME). Może dekodować sygnały o wiele decybeli poniżej poziomu szumu w paśmie o szerokości 2500 Hz (SNR w paśmie 2500 Hz jest o około 28 dB niższy od SNR w paśmie 4 Hz, który jest zbliżony do szerokości pasma dla pojedynczego tonu JT65), i często pozwala amatorom na skuteczne wymianę informacji kontaktowych bez słyszalnych sygnałów. Podobnie jak w innych emisjach, stosuje się kluczowanie wielokrotnego przesuwania częstotliwości. W przeciwieństwie do innych trybów, wiadomości są przesyłane jako jednostki atomowe po skompresowaniu, a następnie zakodowane w procesie zwanym korektą błędów (lub „FEC”). FEC dodaje nadmiarowość do danych, dzięki czemu można pomyślnie odzyskać całą wiadomość, nawet jeśli wystąpią przerwy w odbiorze transmisji. (Szczególnym kodem stosowanym w JT65 jest Reed-Solomon.) Z powodu tego procesu FEC komunikaty są albo poprawnie dekodowane, albo wcale nie dekodowane, z bardzo dużym prawdopodobieństwem. Po zakodowaniu wiadomości są one przesyłane za pomocą MFSK z 65 tonami.
Operatorzy zaczęli również używać trybu JT65 do kontaktów na pasmach HF, często używając QRP (nadajnika o małej mocy), podczas gdy tryb nie był pierwotnie przeznaczony do takiego użytku, to popularność programu spowodowała dodanie kilku nowych funkcji WSJT-X w celu ułatwienia pracy na falach krótkich.

### JT9
JT9, przeznaczona do użytku na falach długich, falach średnich i krótkich. Została wprowadzona do eksperymentalnej wersji WSJT, znanej jako WSJT-X. Używa tego samego logicznego kodowania jako JT65, ale moduluje sygnał 9-FSK. Z 1-minutowymi odstępami transmisji, JT9 zajmuje mniej niż 16 Hz szerokości pasma. JT9 posiada również wersje przeznaczone do dłuższych odstępów czasowych 2 minut, 5 minut, 10 minut lub 30 minut. Te rozszerzone wersje nabierają coraz mniejszej przepustowości i pozwalają na odbiór słabszych sygnałów.

### FT8

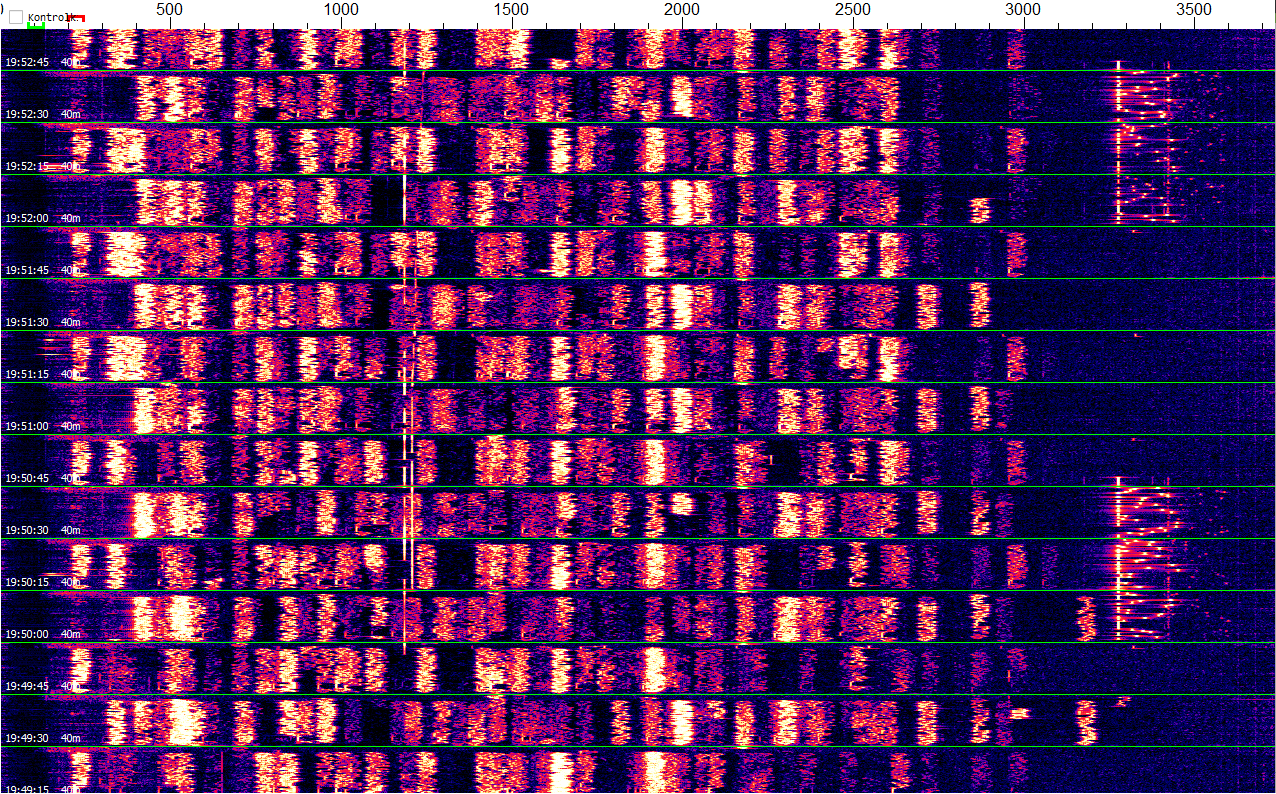
Wykres wodospadu trybu FT8 w pasmie 40 m (szerokość pasma 50 Hz), oraz JT65 z prawej strony (szerokość pasma 180 Hz)

Dostępność nowego trybu w oprogramowaniu WSJT-X, o nazwie FT8, ogłosił Joe Taylor K1JT 29 czerwca 2017. FT8 to skrót od „Franke-Taylor design, 8-FSK modulation” i zostało stworzony przez Joe Taylora K1JT i Steve’a Franke K9AN.
Najważniejsze cechy FT8:
- Długość sekwencji nadawanie/odbiór: 15 s
- Długość wiadomości: 75 bitów + 12 bitów CRC
- Kod FEC: (174,87) LDPC
- Modulacja: 8-FSK, częstotliwość kluczowania = odstępy tonów = 6,25 Hz
- Przebieg: faza ciągła, stała obwiednia
- Szerokość pasma: 50 Hz
- Synchronizacja: trzy macierze Costas 7x7 (początek, środek, koniec transmisji)
- Czas transmisji: 79 * 1920/12000 = 12,64 s
- Próg dekodowania: -20 dB (-24 dB z dekodowaniem a priori)

W porównaniu do tzw. „trybów wolnych” (JT9, JT65, QRA64), FT8 jest o kilka decybeli mniej czuły, ale dzięki temu, że umożliwia czterokrotnie szybsze przeprowadzenie QSO, szybko zdobył bardzo dużą popularność i praktycznie zmarginalizował wcześniejsze tryby.
Ponadto FT8 oferuje specjalny tryb roboczy umożliwiający ekspedycjom DX pracę z bardzo wysokim uzyskiem QSO/h. W tym trybie łączności pomiędzy ekspedycją DX („Fox”) i wołającymi stacjami („Hounds”) mogą odbywać się poprzez emisję do pięciu sygnałów jednocześnie, co umożliwia w idealnych warunkach osiągnięcie uzysku nawet 500 QSO/h.

### FT4
W 2019 roku wprowadzono protokół FT4 – podobny do FT8, ale z krótszą długością sekwencji nadawanie/odbiór równą 7,5 s, z założenia przeznaczony do pracy w zawodach